# Partit Africà per a la Independència (Burkina Faso)
El Partit Africà per a la Independència (Francès: Parti Africain de l'Indépendance) és un partit polític de Burkina Faso (antigament Alt Volta), liderat per Philippe Ouédraogo.
Formava part del Partit Africà per a la Independència pan-africana i comunista (PAI), que va establir les seves branques a l'Alt Volta el 1963. El 1973 el PAI va llançar la Lliga Patriòtica per al Desenvolupament (LIPAD) com al seu front obert de masses. La LIPAD va esdevenir un important moviment durant la revolució del 1983 i a través de la LIPAD el PAI va prendre part en el govern de Thomas Sankara durant un any. Llavors les relacions amb Sankara es van tallar i la LIPAD va ser expulsada del govern.
A les eleccions parlamentàries del 1992, el PAI formava part del pro-govern del Front Popular. El PAI va guanyar dos escons.
El 1999 el PAI es va partir, i Soumane Touré va formar un PAI paral·lel. El PAI dirigit per Touré, que es va adherir al govern, va obtenir el reconeixement legal del nom PAI. El va perdre el 2005. El PAI liderat per Ouédraogo va registrar un partit electoral, el Partit per la Democràcia i el Socialisme el 2002, amb l'objectiu de presentar-se a les eleccions al 5 de maig del 2002. El PDS va guanyar l'1,7% del vot popular i 2 dels 111 escons.
El 2005 Ouédraogo va guanyar el 2,3% dels vots a les eleccions presidencials. Va ser recolzat pel PAI, el PDS, el CDS, el GDP i l'UFP. El PAI publica L'Avant-Garde.